# Naob
Naob is een bestuurslaag in het regentschap Timor Tengah Utara van de provincie Oost-Nusa Tenggara, Indonesië. Naob telt 1261 inwoners (volkstelling 2010).